# Bossico
Bossico (lombardul: Bödech) település Olaszországban, Lombardia régióban, Bergamo megyében. Lakosainak száma 966 fő (2023. január 1.). Bossico Cerete, Songavazzo, Sovere, Costa Volpino és Lovere községekkel határos.

## Népesség
A település népességének változása:
| Lakosok száma | 997  | 993  | 966  |
|               | 2017 | 2018 | 2023 |